# Tomasz Stańko
Tomasz Ludwik Stańko, né le 11 juillet 1942 à Rzeszów et mort le 29 juillet 2018 à Varsovie d'un cancer du poumon, est un trompettiste et compositeur polonais de jazz.
Il est généralement associé à l'avant-garde musicale, en particulier le free jazz et l'improvisation libre. Il publie fréquemment ses œuvres sur le label ECM.

## Biographie

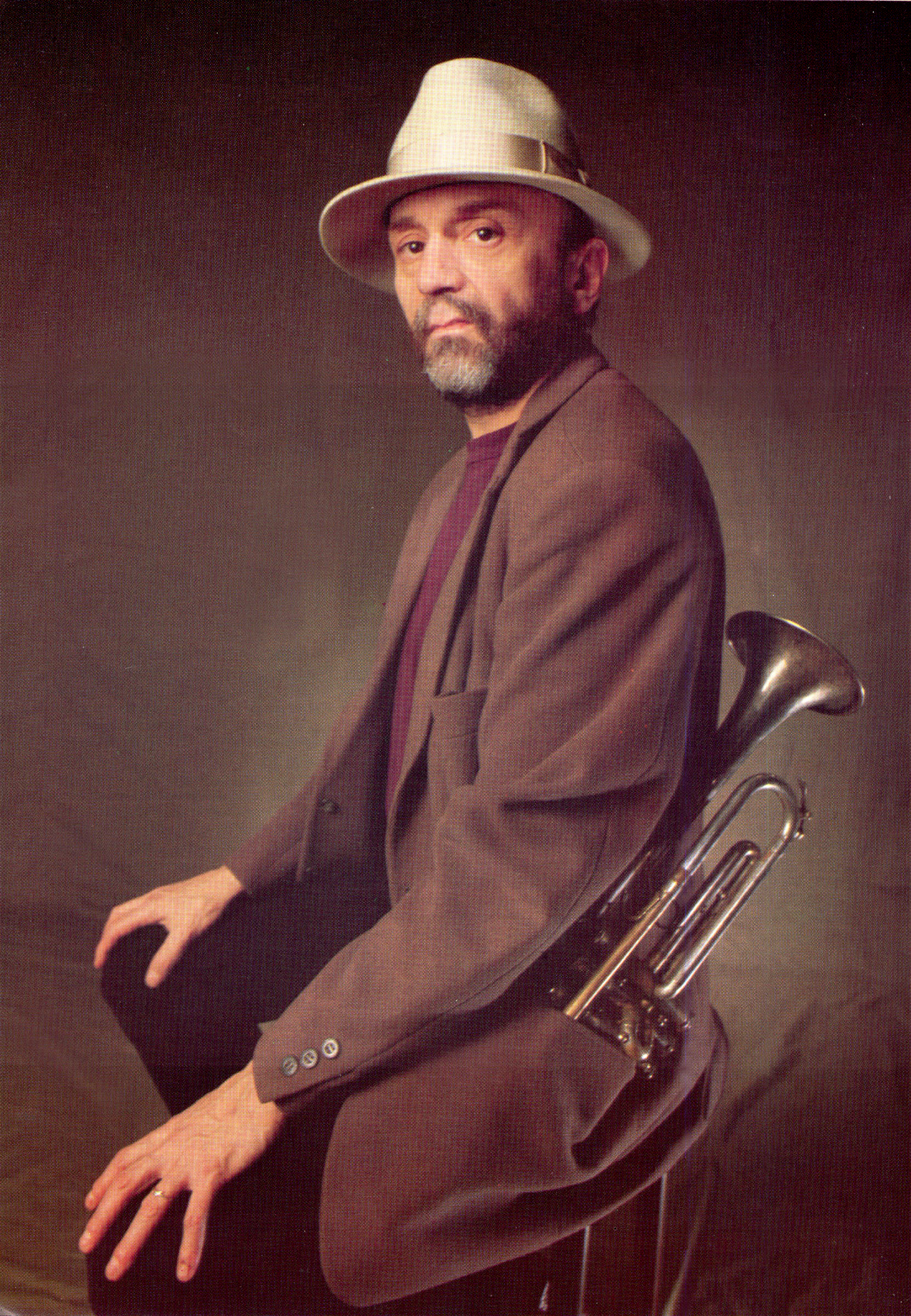
Tomasz Stańko en 1993.

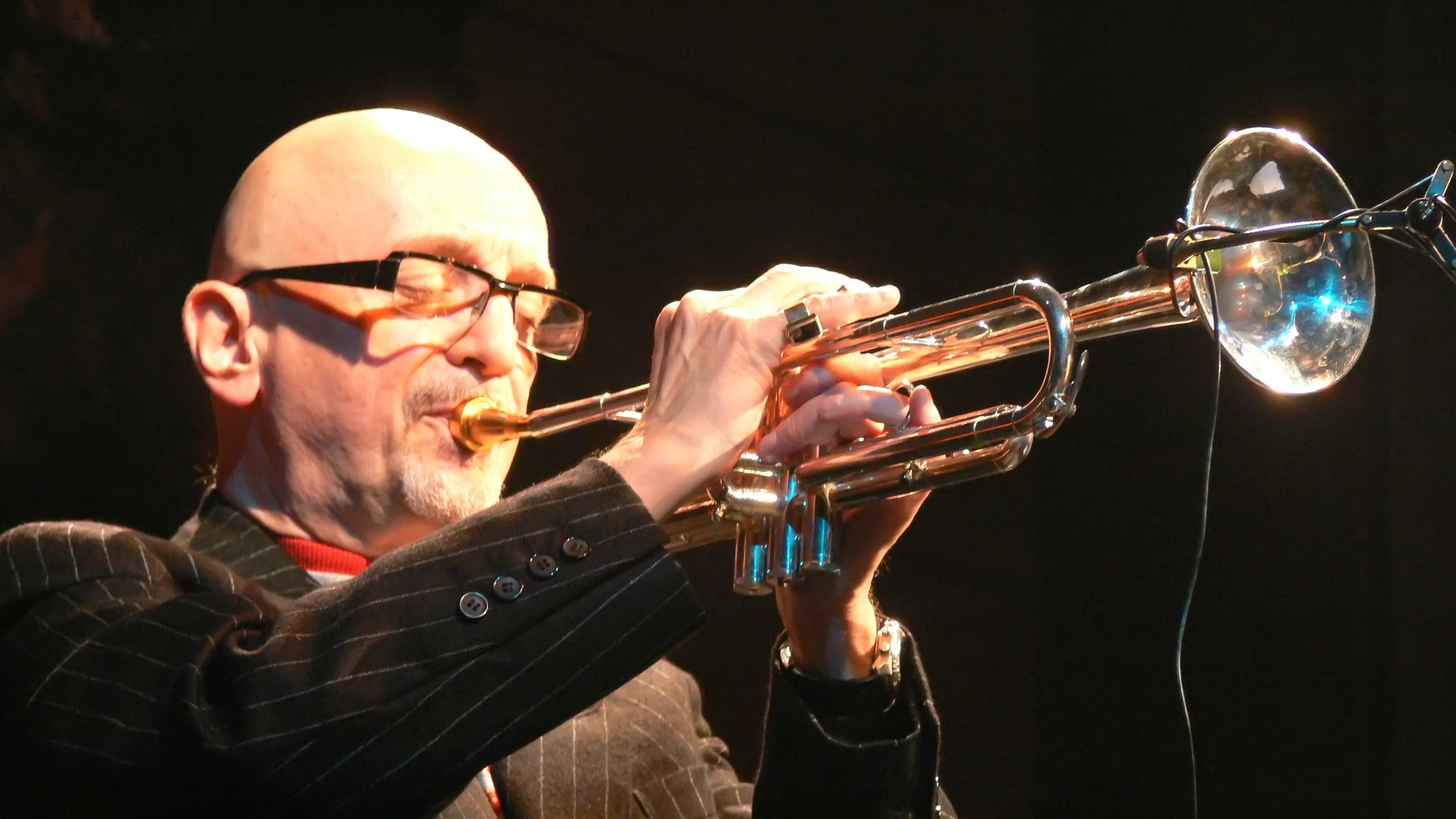
Tomasz Stańko en 2007

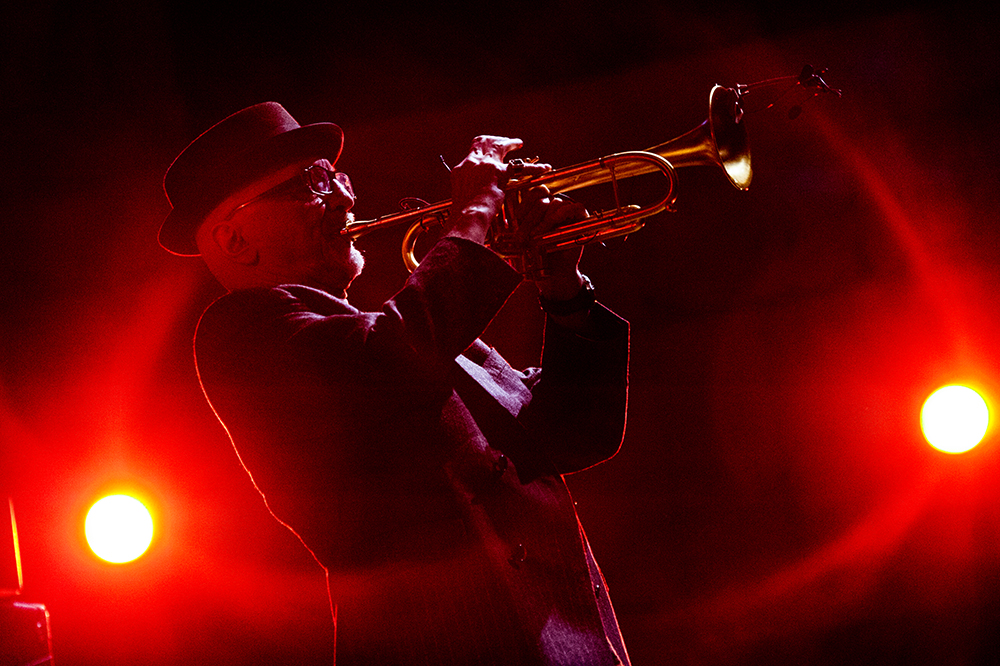
Tomasz Stańko à la Philharmonie de Varsovie, décembre 2010

Tomasz Stańko naît dans une famille de musiciens et apprend très tôt le violon et le piano, avant de se consacrer à l'étude de la trompette à l'École de Musique de Cracovie entre 1959 et 1969. Dès 1962 il forme son propre groupe, les Jazz Darlings, notamment avec le pianiste Adam Makowicz. Il remporte un prix de meilleur instrumentiste avec ce groupe l'année suivante.
Il se joint ensuite au quintette de Krzysztof Komeda avec lequel il collabore jusqu'en 1967, enregistrant notamment pour l'album Astigmatic de 1966, avec Zbigniew Namysłowski.
Au cours des décennies suivantes il travaille avec plusieurs pointures du jazz international comme  Jack DeJohnette, Dave Holland, Reggie Workman,  Rufus Reid, Lester Bowie, David Murray, Gary Peacock, Jan Garbarek, Stu Martin, Jean-François Jenny-Clark, Eddie Gomez, John Surman, Janusz Muniak et Chico Freeman. En 1984 il participe au big band Orchestra Of Two Continents de Cecil Taylor.